# جبل فرح (بعدان)

تعديل مصدري - تعديل

جبل فرح محلة تابعة لقرية روين، التابعة لعزلة حيسان بمديرية بعدان إحدى مديريات محافظة إب في الجمهورية اليمنية، بلغ تعداد سكانها 95 حسب تعداد اليمن لعام 2004.